# Rîbcenkî, Horol
Rîbcenkî (în ucraineană Рибченки) este un sat în comuna Șîșakî din raionul Horol, regiunea Poltava, Ucraina.

## Demografie
Componența lingvistică a localității Rîbcenkî
     Ucraineană (100%)
Conform recensământului din 2001, toată populația localității Rîbcenkî era vorbitoare de ucraineană (100%).